# سليمان باشا فنزيانو
سليمان باشا فنزيانو أو سليمان باشا، فنزيانو نسبة إلى اصل موطن ولادته ڤَنَاتْزِيَا((بالإيطالية: Venezia)‏ أي البندقية. هو ثالث باشا من عهد الباشوات الثلاثون الذين حكموا أيالة الجزائر، حكم الجزائر في الفترة (1600-1603)، خلفا لسابقه دالي حسن باشا.

## فترة حكمه للجزائر
في عام 1600، في أعقاب الشكاوى التي وجهتها فرنسا إلى الباب العالي ضد النهب الذي لحق بتجارها وإهانة السيد مسيو دي فيا، القنصل الملكي المسؤول عن جلب المطالبات في الجزائر، تم تعيين سليمان باشا ليحل محل دالي حسن باشا. اعاد الباشا الجديد إلى فرنسا جزءًا من السفن التي تم الاستيلاء عليها وفي نفس الوقت طالب بإسترجاع سفينة تركية محتجزة تقطعت بها السبل بالقرب من أنتيب.
في عام 1600 اراد سليمان باشا اخماد ثورة القبائل التي أثارتها إسبانيا فتوجه على رأس جيشه لمواجهة أحمد امقران قائد مجانة وتمكن امقران من دفع الاتراك وراء برج حمزة البويرة الذي بناه الاتراك للحد من تحركات امقران، لم يتمكن الاتراك من الانتصار لكن تمكنوا من قتل القائد أحمد امقران فخلفه ابنه سي ناصر. عاود سليمان باشا الكرة مرة أخرى في العام التالي لكنه فشل أمام جمعة الصهريج.
ظهر الأدميرال جيوفاني أندريا دوريا في سبتمبر 1601 أمام الجزائر مع سرب من سبعين سفينة وجيش من عشرة آلاف رجل، لكنه لم يستطع النزول في مواجهة سوء الأحوال الجوية.
في عام 1603 ، غادر سليمان باشا مكانه إلى خازر باشا (أو خضر) ، ثم وضع على رأس منطقة العاصمة الجزائر للمرة الثالثة 1.